# Estació de Parc de Montjuïc
Parc de Montjuïc és l'estació inferior del telefèric de Montjuïc i la superior del funicular de Montjuïc. Es troba, per tant, a mig camí entre l'estació de metro de Paral·lel i l'estació del telefèric Castell de Montjuïc. Així que si hom es vol estalviar pujar pel pendent de la muntanya de Montjuïc una bona alternativa és agafar el funicular a Paral·lel i fer transbordament en aquesta estació per agafar el telefèric de Montjuïc.
| Procedència/Destinació | <         | Línia          | >        | Procedència/Destinació |
| ---------------------- | --------- | -------------- | -------- | ---------------------- |
|                        |           |                |          |                        |
| Funicular de Montjuïc  |           |                |          |                        |
| Paral·lel              | Paral·lel |                | terminal | terminal               |
| Telefèric de Montjuïc  |           |                |          |                        |
| terminal               | terminal  | Funicular aeri | Mirador  | Castell                |

## Accessos
- Avinguda de Miramar